# Akurio jezik
Akurio jezik (akoerio, akuliyo, akuri, akurijo, akuriyo, oyaricoulet, triometesem, triometesen, wama, wayaricuri; ISO 639-3: ako), jezik Insdijanaca Akuriyó, porodice karipskih jezika, i jedini član podskupine wama. Akurio govori svega 10 ljudi (2000 E. Carlin) od 50 etničkih pripadnika
Srodan mu je jezik trió [tri]. Sve osim jedne grupe žive s Tiriyó Indijancima u čijem su jeziku i bilingualni. Akuriyó-djeca također govore trió.

## Vanjske poveznice
- Ethnologue (14th)
- Ethnologue (15th)